# Berladnici
Berladnicii (uneori Bârladnici) au fost o populație de origine controversată, care s-a stabilit în partea central-sudică a Moldovei, se presupune cu centrul în aria orașului Bârlad, și regiunile adiacente până în zona Lăpușnei (Republica Moldova). 
În secolele al XII-lea și al XIII-lea a fost semnalată o existență de scurtă durată pe teritoriul Moldovei a berladnicilor și brodnicilor, fără să se ofere vreun detaliu privind originea acestora. Berladnicii au fost menționați în literatura istorică medievală numai în anul 1159, când 6.000 de berladnici împreună cu o ceată de cumani au intrat în serviciul lui Ivan Rostislavici, poreclit Berladnic, care a pregătit o expediție menită să-l înlăture pe Iaroslav Osmonîsli de pe tronul cnezatului de Halici. Acest detaliu a fost menționat în Cronica rusească Ipatiev, cu războiul între cneazul Iaroslav din Halici și vărul său Ivan Berladnic, și că acesta din urmă a fugit către cumani în orașele de lângă Dunăre. Și s-au aliat cu el mulți cumani și berladnici fiind peste 6000 de oameni. Însă, Victor Spinei a arătat că pretendentul la tron s-a refugiat în Rusia Kieveană, iar armata acestuia s-a risipit, datorită ripostei lui Iaroslav.
După Victor Spinei, izvoarele scrise și arheologice exclud existența în secolul al XII-lea a unui teritoriu românesc subordonat cnezatului de Halici Pe de altă parte, tot Spinei arată că descoperirile arheologice corespunzătoare secolelor XI—XIII nu lasă să se întrevadă vreo diferențiere tipologică sau cantitativă a materialelor recuperate în zona Bârladului care să le individualizeze față de acelea din ținuturile din centrul și sudul Moldovei.
În 1161, berladnicii au capturat portul Oleșie la gura de vărsare a Niprului, ceea ce a provocat daune grave negustorilor kieveni. 
S-au ocupat preponderent cu pescuitul, vânătoarea și meșteșugăritul. Au practicat jaful, participând adeseori alături de cumani, la raiduri contra orașelor kievene. Nobilimea berladnicilor era constituită din boieri și cnezi refugiați, care au încercat crearea unei țari dunărene.
După Spinei, berladnicii aparțineau familiei populațiilor de origine turanică.